# Tipula appendifera
Tipula appendifera är en tvåvingeart som beskrevs av Alexander 1956. Tipula appendifera ingår i släktet Tipula och familjen storharkrankar. Inga underarter finns listade i Catalogue of Life.